# آرت اکورد
آرت اکورد با نام تولد آرتیموس وارد آکوردون (انگلیسی: Art Acord؛ ۱۷ آوریل ۱۸۹۰ – ۴ ژانویهٔ ۱۹۳۱) هنرپیشه اهل ایالات متحده آمریکا بود. از فیلم‌هایی که وی در آن نقش داشته‌است، می‌توان به کلئوپاترا و با تمام وجود و توان اشاره کرد.
یکی از بزرگترین و مشهورترین ستارگان سینمای وسترن در دورهٔ فیلمهای صامت و از معدود وسترنرهای سینماست که در زندگی واقعی نیز «کابوی» بود. قبل از ورود به عالم سینما به عنوان گاوچران در مراتع مشغول به کار بود. او دو بار در سال‌های ۱۹۱۲ و ۱۹۱۶، در مسابقات قهرمانی گاوچرانی (رودئو) مقام اول را کسب کرده بود. او همدوره و دوست نزدیک بعضی از معروف‌ترین وسترنرهای سینمای صامت همچون بوک جونز، تام میکس، هوت گیبسون و بی هو گری بود.
کار در سینما را از سال ۱۹۱۱ و با یک فیلم کوتاه تک حلقه ای آغاز کرد و در مجموع در بیش از ۱۰۰ فیلم کوتاه و بلند بازی کرد که متأسفانه فقط شمار معدودی از آن‌ها باقی مانده‌اند. نه تنها در فیلم‌ها بازی می‌کرد بلکه فیلنامه هم می‌نوشت و همچنین در صحنه‌های خطرناک فیلمها –جایی که هیچ بازیگری جرئت انجام دادن آن کارها را نداشت – به جای بدل هنرپیشه ظاهر می‌شد. در سال ۱۹۱۷ ذر اولین کارگردانی سیسیل ب. دومیل –مرد زن نما- شرکت داشت. در سال ۱۹۱۷ نیز در دو فیلم با تدا بارا همبازی شد، کلئوپاترا و قلب و روح. با شروع جنگ جهانی اول او نیز در جنگ شرکت کرد و به خاطر شجاعتهایش نشان صلیب جنگ را دریافت کرد. پس از پایان جنگ او دوباره به کار فیلم برگشت و در چند فیلم و همچنین سریالی متعلق به استودیو یونیورسال بازی کرد. در این سریال او نام هنری بوک پاروین را برای خود برگزید.
با شروع دوره ناطق سینما، کم‌کم آرت آکورد از دور خارج شد. آرت یک دائم‌الخمر به تمام معنا بود و آنچه که به مدت ۱۸ سال از او بر پردهٔ سینما به نمایش درمی‌آمد، در واقع در فواصل بین بدمستی‌های او و در لحظات هوشیاریش ضبط شده بود! شاید اگر این ایراد و سایر خلاف‌های ریز و درش او (مثل زنبارگی و غیره) نبود جای او امروز در کنار بزرگانی چون گاری کوپر و جان وین بود. اما مشروبخواری و ناتوانیش در وفق دادن خود با سینمای ناطق موجب شد او از دایرهٔ شهرت خارج شود و او مجبور شد به مکزیک برود و با مشاغلی چون شرکت در نمایش‌های خیابانی و کار در معدن زندگی خود را بگذراند.
آرت آکورد در سال ۱۹۳۱ در چی وا وا ی مکزیک بر اثر مسمومیت با سیانید و عوارض کبدی ناشی از آن درگذشت. مرگ او در مکزیک رسماً به عنوان خودکشی ثبت شد، اما برخی از دوستان او معتقد بودند و اصرار داشتند که او توسط یکی از سیاسیون مکزیکی که آکورد با همسر او روابط محرمانه داشت به قتل رسیده‌است.
از او فقط چند فیلم مثل بچه آریزونا-۱۹۲۸، مبارزان روی زین-۱۹۲۹ و یاغی سفیدپوست-۱۹۲۹ باقی مانده‌است. تمام فیلمهای اولیه او در سینما، از بین رفته‌اند و نسخه ای از آن‌ها موجود نیست.

## بخشی از فیلمشناسی
از فیلم‌ها یا برنامه‌های تلویزیونی که وی در آن نقش داشته‌است می‌توان به آثار زیر اشاره کرد.
- دو برادر (۱۹۱۰)
- دو برادر (۱۹۱۱)
- آخرین نبرد کاستر (۱۹۱۲)
- به سوی جنوب (۱۹۱۸)